# Metopon (djur)
Metopon är ett släkte av skalbaggar. Metopon ingår i familjen Rhynchitidae.
Kladogram enligt Catalogue of Life:
| Metopon | \| \| Metopon suturalis \| \| \| \| |
|         | \| \| Metopon suturalis \| \| \| \| |
|         | Metopon suturalis                   |
|         |                                     |